# Instituto Internacional de Pesquisas e Capacitação para o Progresso da Mulher
A International Research and Training Institute for the Advancement of Women (INSTRAW) é uma agência especializada das Nações Unidas.